# Marzena Skotnicówna
Marzena Skotnicówna (ur. 11 lub 13 października 1911 w Zakopanem, zm. 6 października 1929 w Tatrach) – polska taterniczka.

## Życiorys
Była córką Marii Skotnicowej, czeskiej pisarki z Zaolzia, i Józefa Skotnicy, rzeźbiarza wykładającego w Zakopiańskiej Szkole Przemysłu Drzewnego. Marzena miała młodszą siostrę Lidę i młodszego brata Jerzego. Matka wcześnie owdowiała.
We wrześniu 1927 Maria Skotnicowa przeniosła córki do Państwowego Gimnazjum im. Antoniego Osuchowskiego w Cieszynie, zaniepokojoną coraz intensywniejszą działalnością taternicką Marzeny. Wyjazd nastąpił krótko po tragicznej śmierci Mieczysława Szczuki.
W Cieszynie Marzena Skotnicówna zaprzyjaźniła się z Marią Wardasówną. Wędrowały razem po Beskidach. Po maturze Skotnicówna zapisała się na studia polonistyczne na Uniwersytecie Jagiellońskim. Zamiłowanie do literatury obudził w niej nauczyciel języka polskiego i propedeutyki filozofii Julian Przyboś.
Marzena Skotnicówna należała do czołowych taterniczek swego okresu, była członkinią Sekcji Taternickiej AZS w Krakowie. Chodziła po górach głównie w grupie Syfonów, krakowskich taterników. Wspinała się w zespole kobiet z Zofią Galicówną. Choć góry znała od dzieciństwa, jej zorganizowana aktywność taternicka zaczęła się w 1928, kilkanaście miesięcy przed śmiercią.
Postulowała równość płci w zakresie taternictwa. Planowała stworzenie związku polskich kobiet taterniczek, który, działając międzypokoleniowo, koordynowałby ruch taternicki kobiecego w Polsce i na świecie, a jego członkinie mogłyby wypowiadać się na łamach prasy. Planowała w „Taterniku” publikację artykułu w o wspinaczce kobiet. Jadwiga Roguska-Cybulska nazwała ją „feministką”, ale w pobłażliwym, negatywnym znaczeniu. Marzena Skotnicówna mówiła: Tatry są mną i ja jestem nimi, uważając, że urodziła się o wiek za wcześnie.
Najważniejsze pierwsze przejścia w jej karierze to:
- pierwsze wejście północno-zachodnią ścianą Kozich Czub (1929, z Zofią Galicówną),
- pierwsze przejście północnej ściany Małego Ostrego Szczytu,
- pierwsze przejście wschodniej krawędzi Żółtej Ściany (1929),
- pierwsze przejście północnej ściany Rywocin,
- pierwsze wejście od północy na Pięciostawiańską Turnię (1929)[2].

Często wspinała się z młodszą siostrą Lidą. Pokonały razem m.in. północno-zachodnią ścianę Mnicha. Obie zginęły, próbując pokonać południową ścianę Zamarłej Turni.
Jest pochowana z siostrą Lidą, matką, bratem i bratową na nowym cmentarzu przy ulicy Nowotarskiej w Zakopanem (kwatera M4-1-1). Pogrzeb odbył się 9 października 1929. Zorganizował go Julian Przyboś. Po uroczystości Marię Skotnicową nazywano w prasie tatrzańską Niobe.

## Upamiętnienie

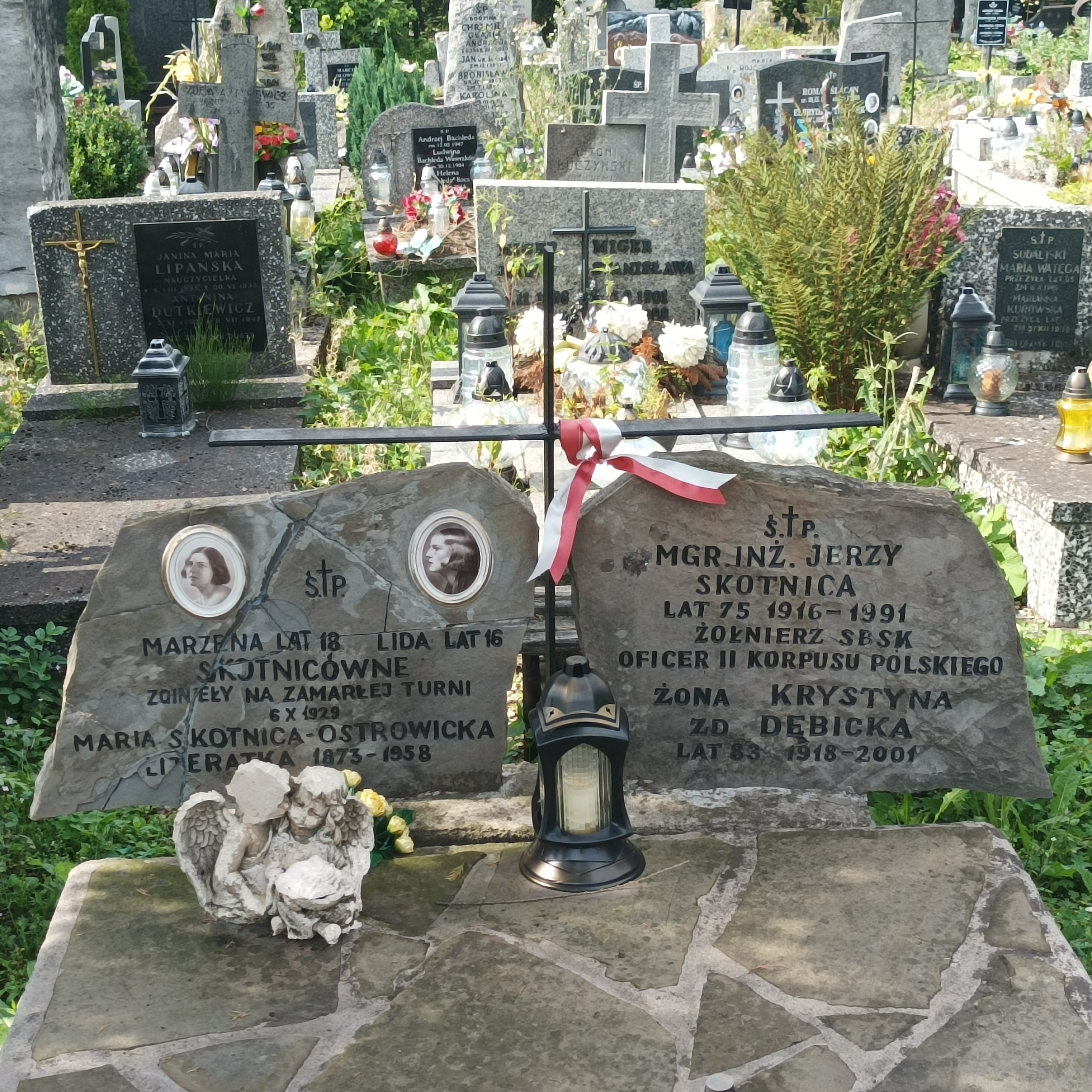
Grób Lidy i Marzeny Skotnicówien na Nowym Cmentarzu w Zakopanem

Śmierć sióstr stała się podstawą ich mitu utrwalonego przez pisarzy i publicystów, którzy unieśmiertelnili je w wierszach i powieściach. Czasem jednak wydawali radykalnie negatywne sądy o zasadności górskiej wspinaczki kobiet. W taki sposób tragedię sióstr opisała Wanda Gentil-Tippenhauer w nigdy nie wydanym opracowaniu SOS w Tatrach. Bardziej obiektywny był Wawrzyniec Żuławski, opisując okoliczności wypadku w kontekście społeczno-historycznym, zwracając uwagę na emancypację kobiet przez taternictwo. O śmierci sióstr pisał w powieści poetyckiej Uśmiech Boży i cień szatana. Opowieść tatrzańska Zygmunt Lubertowicz, heroizując je i mitologizując ich śmierć. O siostrach Irce i Zosi, wzorowanych na Skotnicównach, wspomina w powieści Pazdury Tadeusz Alszer (1943), tworząc z nich symbol młodości, żeńskości i porywczości. W tomie wierszy Jerzego Tawłowicza Anielskie pieśni w trawie (1995) znalazł się wiersz Skotnicówny.
Julian Przyboś poświęcił Marzenie Skotnicównie wiersz Z Tatr. Pamięci taterniczki, która zginęła na Zamarłej Turni napisany w 1933 i opublikowany w 1938 w tomie Równanie serca, choć dopiero w wydaniu z 1945, w tomiku Miejsce na ziemi, Przyboś umieścił dedykację wskazującą na motywy kierujące nim podczas tworzenia wiersza. Poeta zakochał się w taterniczce, jednak nieprawdą jest, że byli zaręczeni. Skotnicówna poznała Przybosia w Cieszynie – w latach 1927–1929 uczyła się w Państwowym Gimnazjum im. Antoniego Osuchowskiego, gdzie Przyboś pracował jako nauczyciel. Nie jest jasne, czy Skotnicówna odwzajemniała jego uczucia.
Postać tragicznie zmarłej taterniczki pojawiała się w innych wierszach Przybosia (Żyje, wołać!, Znak, Tam, w urwisku).
Maria Skotnicowa, pod pseudonimem Marza Ostrawicka, wydała w 1932 po polsku, a w 1935 po czesku powieść Uśmiech Tatr. Cykl fragmentów powieściowych na tle zdarzeń prawdziwych, dedykując ją Ofiarom Tatr, śp. Marzenie i Lidzie, choć w treści zmieniła imiona bohaterek na Martę i Lenę. Starszą siostrę autorka nazwała Marzeniem Tatr. Autorka zamieściła w powieści wyjątki z dzienników obu córek. Utwór nie został dobrze przyjęty ani przez czytających (brak kolejnych wydań), ani przez krytyków.
Stanisław Ignacy Witkiewicz 4 maja 1937 stworzył, przechowywany w Muzeum Tatrzańskim, rysunek pt. Lida i Marzena przed wycieczką. Przedstawia popiersia trzech kulturystek (Skotnicówien i ich matki) oplątane liną i umieszczone na tle górskiej panoramy.